# 南唐 (英國國會選區)

南唐在北愛爾蘭的位置

南唐（英語：South Down），英國國會一郡選區，位於北愛爾蘭，包括唐區、班布里奇區、紐里-莫恩區一部。首次創設於1885年，1922年併入唐選區。1950年恢復。

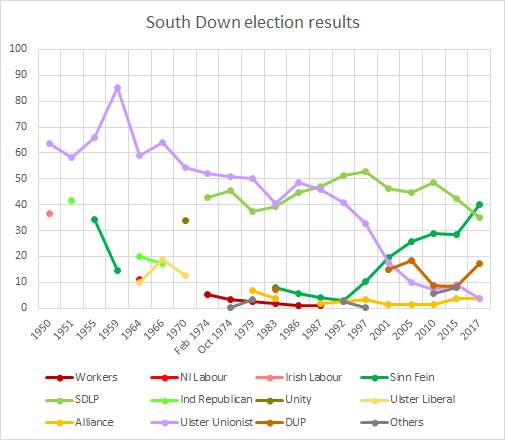
歷年來選舉結果

首次創設時多數時間支持愛爾蘭議會黨。恢復後早期支持北愛爾蘭統一黨，1987年起支持社會民主及勞工黨。2010年大選中瑪格麗特·李琪以48.5%選票勝出該區繼承了前任的選區。2017年起則改為支持新芬黨。